# 伊倫 (明尼蘇達州)
伊倫（英語：Ihlen，/ˈiːlən/ EE-lən）是一個位於美國明尼蘇達州派普斯通縣的城市。

## 歷史
伊倫於1888年成立，得名自當地地主卡爾·伊倫（Carl Ihlen）。翌年設立營運至今的郵局。

## 人口
根據2020年美國人口普查的數據，伊倫的面積為0.98平方千米，當中陸地面積為0.97平方千米，而水域面積為0.01平方千米。當地共有人口61人，而人口密度為每平方千米62人。